# Élie Brousse
Élie Brousse   (Bages de Rosselló, 28 d'agost de 1921 - Mably, 2 de juliol de 2019), també conegut com el Tigre de Sydney, va ser un jugador de rugbi a 13 internacional francès, en la qual va jugar en la posició de segona línia.
Format al XIII Catalan abans de la Segona Guerra Mundial, es va unir al club de rugbi s XV de la U.S.A. Perpignan durant de la guerra a causa de la prohibició del rugbi a XIII a França. Després de la guerra, va tornar al rugbi a 13 i es va convertir en un dels millors jugadors francesos sota els colors dels equips Roanne, Marsella o Lió amb el qual va guanyar diversos campionats i copes de França. També va passar un any al Celtic de París de Maurice Tardy el 1953.
Les seves actuacions al club el porten a l'equip de la selecció francesa, on ha ocupat alguns anys el lloc de segona línia. Marca profundament la història d'aquest esport arran de la gira victoriosa de la selecció francesa per Austràlia el 1951 on va ser un dels jugadors clau, en particular, durant la tercera prova contra l'equip australià de rugbi a 13, després que la premsa australiana l'anomenés el Tigre de Sydney. Igual que Puig-Aubert, els australians li van fer una oferta important per jugar en un club de Sydney, però es va negar a causa de la distància geogràfica.
En 2018, Elie Brousse va ser escollit pel « jurat de lrs Glòries de l'Esport Francès » per formar part de la promoció 2018. L'únic jugador de rugbi a 13 que havia rebut aquest honor havia estat Aubert-Henry-Jean Puig, Puig-Aubert.

## Club
- XIII Catalan Juniors
- U.S.A. Perpignan durant la guerra
- Roanne
- Marseille
- Lyon
- Celtic de París

### Palmarès
- Campió de França amb Roanne (1947), amb Marsella (1949), amb Lió (1951)
- Guanyador de la copa de França amb Marsella (1948, 1949), amb Lió (1954)
- Finalista de la Copa de França amb Lió (1950, 1951)

## Selecció francesa
- Internacional (31 vegades) de 1946 a 1953
- Guanyador del Goodwill Trophy (campió del món no oficial) 1951 i 1955 (França guanyadora als australians en amistosos: 2/3)
- Guanyador de la Copa Tattersall 1951 (nombre d'amistosos guanyats (2/3))